# Clark County, Ohio
Clark County är ett administrativt område i delstaten Ohio, USA, med 138 333 invånare. Den administrativa huvudorten (county seat) är Springfield.

## Geografi
Enligt United States Census Bureau har countyt en total area på 1 045 km². 1 036 km² av den arean är land och 10 km² är vatten.

### Angränsande countyn
- Champaign County - nord
- Madison County - öst
- Greene County - syd
- Montgomery County - sydväst
- Miami County - väst

### Orter
- Catawba
- Clifton (delvis i Greene County)
- Donnelsville
- Enon
- New Carlisle
- North Hampton
- South Charleston
- South Vienna
- Springfield (huvudort)
- Tremont City